# Université de Bassorah
L'université de Bassorah (en arabe : جامعة البصرة) est la plus grande université à Bassorah, ville du sud de l'Irak. Elle se compose de 14 collèges.